# Nudlar

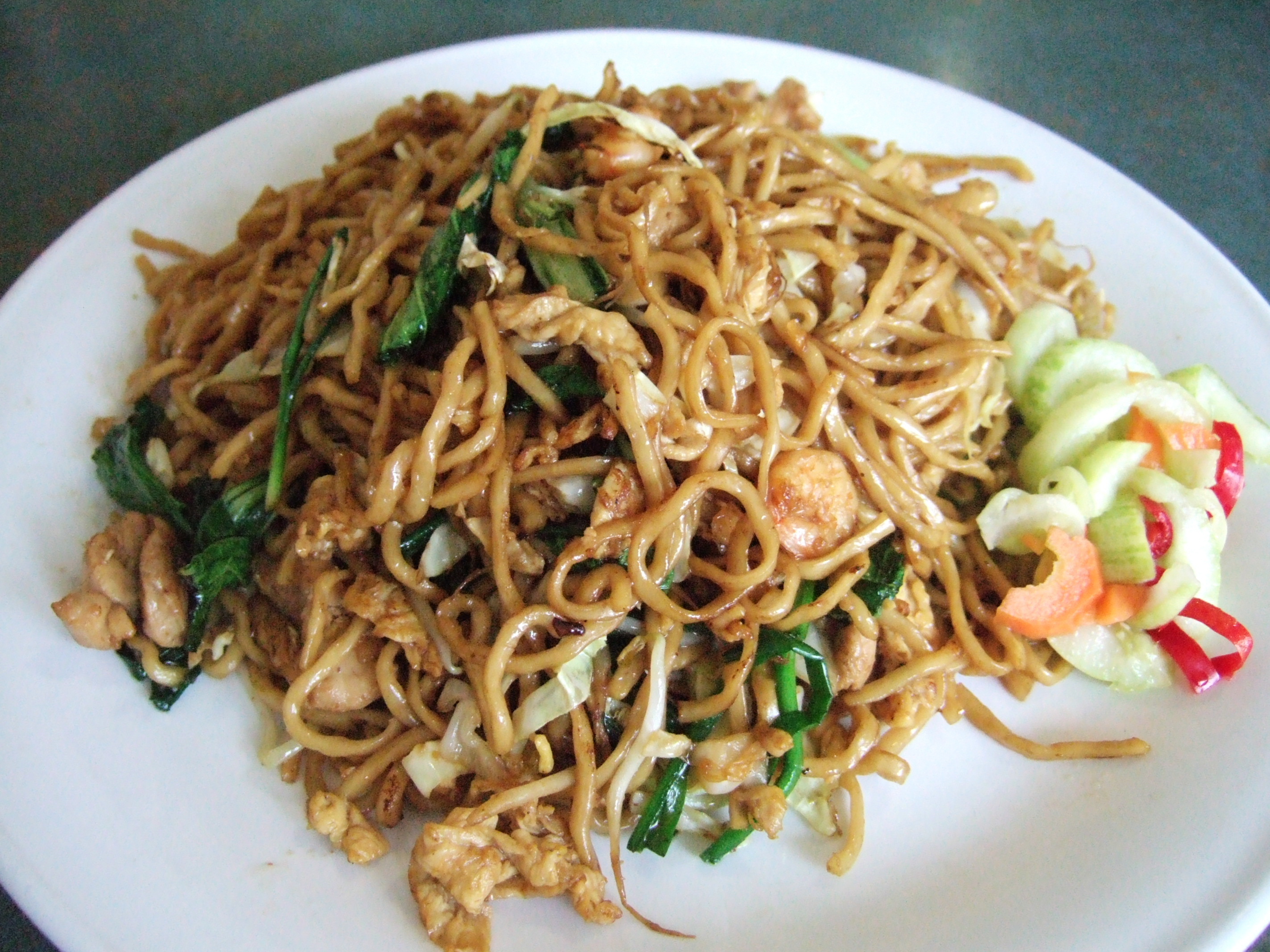
Mi goreng (stekta äggnudlar).

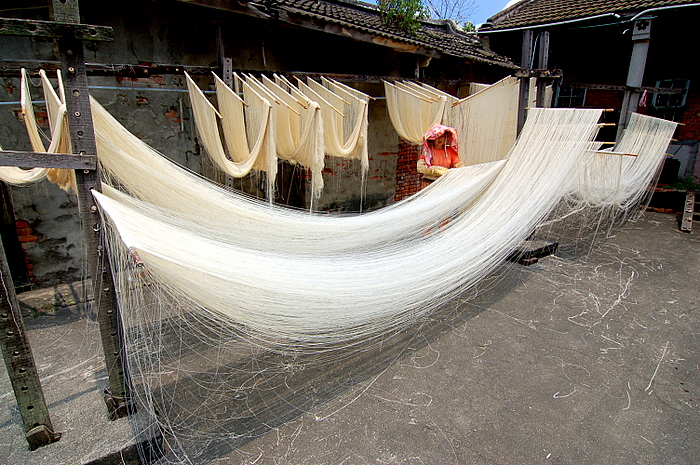
Tillverkning av misuanudlar i Lukang, Taiwan.

Nudlar är en typ av asiatisk pasta gjord på ojäst deg och ofta formade till långa band. Den vanligaste typen, äggnudlar, görs på ägg och vetemjöl. Risnudlar görs på mjöl från ris och så kallade glasnudlar görs på stärkelse från mungbönor. Ris- och glasnudlar kan även ätas av personer med glutenintolerans utan att ställa till problem. Nudlar är väldigt vanliga att äta som sådana (kokta) och dessutom vanliga som ingrediens i asiatiska maträtter. Nudlar kan användas i sallader, soppor, grytor och som en komponent i huvudrätten. Nudlarna kan fräsas, wokas eller grillas efter kokning. För att de ska få mer smak kan de till exempel wokas i kokosmjölk eller hönsbuljong.
Världens äldsta bekräftade tillverkning av nudlar har gjorts vid Lajia i Kina. Nudlarna, som tillverkades för 4 000 år sedan, gjordes av hirs.